# Wechat
Wechat (微信; Wēixìn, stiliserat som WeChat) är en kinesisk mångfunktionell mobil meddelandeapplikation. Wechat är före Weibo och QQ den populäraste applikationen för sociala medier i Kina. Med 980 miljoner aktiva användare (september 2017) är Wechat världens femte största kommunikationsplattform. Wechat lanserades 2011 av Tencent och är huvudsakligen känt i Kina
Wechat har funktioner för snabbmeddelanden, sociala nätverkstjänster, onlinespel, penningtransaktioner, elektroniska betalningar, e-handel, telefoni och miniprogram. En populär funktion i Wechat är "Röda paket" baserade på den kinesiska nyårstraditionen att ge bort pengar i röda kuvert (红包). 2017 skickades 46 miljarder Röda paket av Wechats användare. Miniprogram i Wechat är plattformsneutrala mobilapplikationer som används utan att lämna Wechat.
Den 6 augusti 2020 undertecknade USA:s president Donald Trump en verkställande order som förbjuder amerikanska "transaktioner" med WeChat. Den 9 juni 2021 undertecknade USA:s president Joe Biden en verkställande order som upphävde förbudet mot WeChat.
I januari 2016 lanserade Tencent WeChat Out, en VOIP-tjänst som gör det möjligt för användare att ringa samtal till mobiltelefoner och fasta telefoner runt om i världen. Denna funktion gjorde att du kunde köpa krediter i appen med ett kreditkort. WeChat Out var ursprungligen endast tillgängligt i USA, Indien och Hongkong, men utvidgades senare till Thailand, Macao, Laos och Italien.
I mars 2017 lanserade Tencent WeChat Index. Genom att ange en sökfråga på WeChats indexsida kunde användarna kontrollera hur populär termen var under de senaste 7, 30 eller 90 dagarna. Data hämtades från officiella WeChat-konton och mätvärden som delning, gillamarkeringar och läsningar på sociala medier användes i utvärderingen. 
Under 2017 rapporterades det att WeChat höll på att utveckla en AR-plattform (augmented reality) som en del av sitt tjänsteutbud. Hans team för artificiell intelligens arbetade med en 3D-renderingsmotor för att skapa ett realistiskt utseende på detaljerade objekt i AR-appar för smartphones. De utvecklade också teknik för samtidig lokalisering och kartläggning som skulle hjälpa till att beräkna virtuella objekts position i förhållande till omgivningen, vilket möjliggör interaktion med AR utan användning av markörer som snabbsvarskoder eller specialbilder.
Användare som har angett bankkontoinformation kan använda appen för att betala räkningar, beställa varor och tjänster, överföra pengar till andra användare och betala i butiker om butikerna har ett Weixin-betalningsalternativ. Verifierade tredje parter som kallas "officiella konton" erbjuder dessa tjänster genom att utveckla lätta "appar inom en app". Användare kan länka sina kinesiska bankkonton samt Visa-, MasterCard- och JCB-konton.